# Mozdoksky (huyện)
Huyện Mozdoksky (tiếng Nga: ? райо́н) là một huyện hành chính tự quản (raion), của Bắc Ossetia, Nga. Huyện có diện tích 1061 km², dân số thời điểm ngày 1 tháng 1 năm 2000 là 84600 người. Trung tâm của huyện đóng ở Mozdok.